# Carrer Darnius (Agullana)
Carrer Darnius és una obra del municipi d'Agullana (Alt Empordà) inclosa en l'Inventari del Patrimoni Arquitectònic de Catalunya.

## Descripció
Està situat dins del nucli urbà de la població d'Agullana, a la banda de ponent del terme i desembocant a la plaça de l'Església.
Es tracta d'un conjunt de cases majoritàriament entre mitgeres de planta rectangular, amb les cobertes de teula de dos vessants, distribuïdes en planta baixa i pis, o bé dues plantes superiors, i en alguns casos també amb golfes. En general, les obertures són rectangulars i presenten els brancals bastits amb carreus de pedra ben desbastats i les llindes planes. Aquestes llindes són monolítiques, de grans dimensions i presenten gravats referents a les dates de construcció dels edificis, totes elles adscrites al segle xviii, i motius decoratius centrals com per exemple creus. Als pisos hi ha finestres de les que destaquen els ampits sobresortits i motllurats, i en algun cas balcons exempts.
Les construccions són bastides en pedra sense treballar lligada amb abundant morter de calç. Alguns paraments presenten un revestiment arrebossat i pintat, que protegeix i oculta l'aparell constructiu.